# Toon Nijssen
Toon Nijssen (* 7. Januar 1919 in Rotterdam; † Anfang April 2011) war ein niederländischer Fußballspieler.
Nijssen wurde 1947 Mitglied des im Vorjahr in die Eerste Klasse aufgestiegenen Vereins Sparta Rotterdam. In der höchsten Spielklasse machte der rechte Verteidiger für Sparta 21 Spiele. Nach der aktiven Laufbahn blieb er dem Verein in verschiedenen Funktionen treu; unter anderem betreute er viele Jahre Jugendmannschaften des Klubs. 1990 ernannte Sparta den als Ome Toon („Onkel Toon“) bekannten Nijssen zum Ehrenmitglied.